# 洪允成
洪允成（1425年—1475年），初名禹成，字守翁，號領海、又号傾海、鯨飮堂，本貫懷仁洪氏，朝鮮王朝的武臣及勳舊派政治人物。諡威平。
他在朝鮮世祖的最側近臣及癸酉靖難的主謀者之一人，首陽大君的反亂軍指揮者。朝鮮世祖的反正元勳和靖難·佐翼·佐理等三重功臣。

## 曾扮演洪允成的演員
- 崔元英 - 2019年  《戲子們：傳聞操縱團（朝鲜语：광대들: 풍문조작단）》 電影

## 外部連結
- 洪允成 （页面存档备份，存于） 
- 조선을 망친 것은 공신들이었다 동아일보 역사산책 
- 홍윤성전 （页面存档备份，存于） 